# Chris Patten
Pour les articles homonymes, voir Patten.
Chris Patten (né le 12 mai 1944 à Cleveleys dans le Lancashire) est un homme politique britannique, membre du Parti conservateur. 
Lord Patten a notamment été le dernier gouverneur de Hong Kong de 1992 à 1997, puis membre de la Commission européenne chargé des relations extérieures.

## Biographie
De 1979 à 1992, Chris Patten est député tory à la Chambre des communes. À partir de 1983, il occupe plusieurs postes de secrétaire d'État dans les gouvernements Thatcher, et devient ministre de l'environnement en 1989.
De 1992 à 1997, Chris Patten est gouverneur britannique de Hong Kong, le 28e et dernier avant la rétrocession de la colonie à la Chine.
Entre 1998 et 1999, il est président de la commission indépendante chargée de faire des recommandations sur l'Irlande du Nord. De 1999 à 2004, il est membre de la Commission européenne de Romano Prodi, chargé des relations extérieures. À ce poste, il met en œuvre plusieurs réformes fondamentales dans le domaine de l’aide au développement, et développe des liens solides avec la France à ce moment-là.
En 2003, Chris Patten devient chancelier de l'université d'Oxford. En 2005, il est élevé à la dignité de pair du Royaume-Uni, en tant que baron Patten de Barnes. En 2010, il est chargé par le gouvernement britannique d'organiser la visite officielle et pastorale du Pape Benoît XVI au Royaume-Uni les 16, 17 et 18 septembre 2010.
À partir de 2011, Chris Patten devient le président du BBC Trust, organe de décision de la BBC. Fin 2012, son leadership est ébranlé lorsque la presse révèle que la BBC avait refusé de diffuser un documentaire sur le présentateur pédophile Jimmy Savile. Son directeur exécutif George Entwistle a donné sa démission, et la presse a dénoncé le parachute doré perçu par ce dernier, 450 000 livres sterling alors que son contrat en prévoyait 225 000 et qu'il n'occupait ce poste que depuis 4 mois. Toute la direction de l'information de la BBC a été remerciée et remplacée.
En 2017, dans son livre First Confession, A Sort of Memoir, Chris Patten déplore les échecs de la démocratisation de la Chine, critiquant un marché chinois resté fermé aux étrangers et une presse muselée,.
Le 23 avril 2023, il est admis au sein de l'Ordre de la Jarretière, la plus haute distinction honorifique britannique.

## Décorations

### Décorations britanniques
- Chevalier de l'ordre des compagnons d'honneur (1998)
- Chevalier de l'ordre de la Jarretière (23 avril 2023)

### Décorations étrangères
- Grand-croix de l'ordre de la Croix de Terra Mariana (Estonie)
- Commandeur de la Légion d'honneur (France, 2016)[2]
- Grand-officier de l'ordre de l'Étoile de Roumanie